# Haus Kapitän Ruyter
Das Haus Kapitän Ruyter in Bremen-Vegesack, Ortsteil Vegesack, Kimmstraße 1, stammt von 1840. 
Das Gebäude steht seit 1973 unter Bremischem Denkmalschutz.

## Geschichte
Das eingeschossige verputzte klassizistische Wohnhaus mit dem Eingang als Portikus mit zwei Säulen und einem Walmdach, vorne mit zwei späteren runden Gauben, wurde 1840 nach Plänen von Zimmer- und Hausbaumeister Johann Friedrich Kimm für den Kapitän Fritz Ruyter gebaut. Das Haus diente auch mal als Steueramt der Stadt Vegesack.
Nachrichtlich: Fritz Ruyters Vater, Kapitän Claus Ruyter, wohnte nach 1801 in der Nähe im Wohnhaus Weserstraße 25.